# اندیس نمکزار ۱
نمکزار ۱ یک اندیس فلزی است که در حوالی شهر رباط استان کرمان قرار دارد و مادهٔ معدنی موجود در آن، مس است.